# فولك تو فولك
فولك تو فولك (بالإنجليزية: Folk2Folk) هي شركة إقراض مقرها في ونسيستون، كورنوال، انكلترا. تم تأسيسها في عام 2013
. رئيس فولك تو فولك هو تيم سوير. وفي عام 2015، عينت شركة فولك تو فلوك جين دوميريسكيو في منصب الرئيس التنفيذي.